# Cypriotisch voetbalkampioenschap 1997/98
In 1997/98 werd het 60e Cypriotische voetbalkampioenschap gespeeld. Anorthosis Famagusta won de competitie voor 9e keer.

## Stadions
| Club                | Stadions                    |
| ------------------- | --------------------------- |
| ΑΕΚ                 | GSZ Stadion                 |
| AEL                 | Tsirion Stadium             |
| Alki                | GSZ Stadion                 |
| Anagennisi Dherynia | Anagennisi Football Ground  |
| Anorthosis          | Antonis Papadopoulosstadion |
| APOEL               | Makariostadion              |
| Apollon             | Tsirionstadion              |
| APOP                | Pafiako Stadium             |
| Ethnikos Achna      | Dasaki Stadium              |
| Ethnikos Assia      | Kykkos Stadium              |
| Enosis              | Paralimni Municipal Stadium |
| Evagoras            | Pafiako Stadium             |
| Nea Salamina        | Ammochostosstadion          |
| Omonia              | Makariostadion              |

## Stand
| Pos | Team                    | Wed | W  | G | V  | Ptn | DV | DT | +/− | Kwalificatie of degradatie                                                  |
| --- | ----------------------- | --- | -- | - | -- | --- | -- | -- | --- | --------------------------------------------------------------------------- |
| 1   | Anorthosis (C)          | 26  | 21 | 3 | 2  | 66  | 87 | 18 | +69 | Gekwalificeerd voor Eerste kwalificatie ronde UEFA Champions League 1998/99 |
| 2   | Omonia                  | 26  | 19 | 5 | 2  | 62  | 90 | 20 | +70 | Gekwalificeerd voor Eerste kwalificatie ronde UEFA Cup 1998/99              |
| 3   | Apollon                 | 26  | 16 | 7 | 3  | 55  | 50 | 25 | +25 | Gekwalificeerd voor Voorronde Europacup II 1998/99                          |
| 4   | Ethnikos Achna          | 26  | 13 | 8 | 5  | 47  | 35 | 28 | +7  | Gekwalificeerd voor Eerste ronde UEFA Intertoto Cup 1998                    |
| 5   | AEK                     | 26  | 9  | 7 | 10 | 34  | 42 | 40 | +2  |                                                                             |
| 6   | Enosis Neon Paralimni   | 26  | 10 | 3 | 13 | 33  | 45 | 49 | −4  |                                                                             |
| 7   | APOEL                   | 26  | 8  | 7 | 11 | 31  | 48 | 51 | −3  |                                                                             |
| 8   | Nea Salamis             | 26  | 10 | 1 | 15 | 31  | 43 | 59 | −16 |                                                                             |
| 9   | AEL                     | 26  | 7  | 8 | 11 | 29  | 37 | 50 | −13 |                                                                             |
| 10  | Alki                    | 26  | 9  | 2 | 15 | 29  | 46 | 65 | −19 |                                                                             |
| 11  | Evagoras                | 26  | 8  | 5 | 13 | 29  | 29 | 52 | −23 |                                                                             |
| 12  | Anagennisi Dherynia (R) | 26  | 7  | 6 | 13 | 27  | 37 | 65 | −28 | Degradatie naar B' Kategoria 1998/99                                        |
| 13  | APOP (R)                | 26  | 7  | 5 | 14 | 26  | 40 | 59 | −19 | Degradatie naar B' Kategoria 1998/99                                        |
| 14  | Ethnikos Assia (R)      | 26  | 3  | 3 | 20 | 12  | 28 | 76 | −48 | Degradatie naar B' Kategoria 1998/99                                        |

## Resultaten
| Thuis \ Uit         | AEK | AEL | ALK | ANG  | ANR | APN | APL | APP | EAC | EAS | ENP | EVG | NSL | OMO |
| ------------------- | --- | --- | --- | ---- | --- | --- | --- | --- | --- | --- | --- | --- | --- | --- |
| AEK                 |     | 3–1 | 1–4 | 1–3  | 1–1 | 3–2 | 1–1 | 2–2 | 1–2 | 0–1 | 5–1 | 5–1 | 1–3 | 0–1 |
| AEL                 | 0–0 |     | 1–4 | 3–1  | 2–3 | 1–3 | 0–0 | 2–0 | 0–0 | 1–1 | 3–1 | 0–1 | 1–3 | 0–4 |
| Alki                | 1–3 | 1–2 |     | 4–1  | 1–4 | 3–3 | 2–3 | 1–3 | 7–2 | 1–0 | 1–4 | 1–0 | 3–2 | 3–5 |
| Anagennisi Dherynia | 2–2 | 0–1 | 1–2 |      | 0–5 | 1–1 | 0–2 | 1–1 | 4–1 | 3–2 | 1–2 | 1–0 | 2–0 | 0–7 |
| Anorthosis          | 3–0 | 5–1 | 3–1 | 5–0  |     | 1–0 | 4–2 | 7–0 | 5–0 | 0–2 | 4–1 | 6–0 | 7–1 | 0–1 |
| APOEL               | 0–2 | 3–1 | 4–2 | 3–6  | 0–1 |     | 2–2 | 1–1 | 1–3 | 1–1 | 2–3 | 2–0 | 5–0 | 0–0 |
| Apollon             | 2–0 | 0–0 | 2–0 | 4–1  | 1–1 | 3–1 |     | 2–1 | 4–0 | 1–2 | 2–1 | 3–1 | 2–0 | 3–0 |
| APOP                | 2–1 | 3–3 | 5–1 | 1–0  | 0–4 | 3–4 | 1–2 |     | 3–2 | 1–2 | 2–3 | 3–0 | 1–2 | 2–4 |
| Ethnikos Assia      | 1–4 | 2–5 | 2–0 | 1–1  | 1–2 | 1–4 | 1–2 | 0–2 |     | 1–2 | 1–2 | 2–4 | 1–5 | 0–1 |
| Ethnikos Achna      | 1–1 | 1–1 | 3–0 | 1–0  | 1–3 | 2–0 | 1–1 | 1–1 | 2–0 |     | 1–0 | 0–0 | 4–1 | 0–0 |
| Enosis              | 2–0 | 3–3 | 2–2 | 2–3  | 0–2 | 0–2 | 0–1 | 3–0 | 2–1 | 6–1 |     | 1–1 | 2–3 | 1–3 |
| Evagoras            | 2–2 | 2–1 | 1–0 | 2–2  | 0–6 | 4–2 | 1–3 | 1–0 | 2–2 | 1–2 | 1–0 |     | 2–0 | 1–3 |
| Nea Salamis         | 1–2 | 1–3 | 0–1 | 2–2  | 0–3 | 6–1 | 2–0 | 2–1 | 3–1 | 0–1 | 2–3 | 3–1 |     | 0–3 |
| Omonia              | 0–1 | 5–1 | 8–0 | 10–1 | 2–2 | 1–1 | 2–2 | 8–1 | 8–0 | 4–0 | 2–0 | 2–0 | 6–1 |     |

## Topscores
| Rank | Spelers          | Club      | Doelpunten |
| ---- | ---------------- | --------- | ---------- |
| 1    | Rainer Rauffmann | AC Omonia | 42         |

## Kampioen
| 1997/98                                  |
| Cyprus                                   |
| ---------------------------------------- |
| Anorthosis Famagusta Kampioen (9° titel) |

1934/35 · 1935/36 · 1936/37 · 1937/38 · 1938/39 · 1939/40 · 1940/41 · 1941/42 · 1942/43 · 1943/44 ·  1944/45 · 1945/46 · 1946/47 · 1947/48 · 1948/49 · 1949/50 · 1950/51 · 1951/52 · 1952/53 · 1953/54 · 1954/55 · 1955/56 · 1956/57 · 1957/58 · 1958/59 ·  1959/60 · 1960/61 · 1961/62 · 1962/63 · 1963/64 · 1964/65 · 1965/66 · 1966/67 · 1967/68 · 1968/69 · 1969/70 · 1970/71 · 1971/72 · 1972/73 · 1973/74 · 1974/75 · 1975/76 · 1976/77 · 1977/78 · 1978/79 · 1979/80 · 1980/81 · 1981/82 · 1982/83 · 1983/84 · 1984/85 · 1985/86 · 1986/87 · 1987/88 · 1988/89 · 1989/90 · 1990/91 · 1991/92 · 1992/93 · 1993/94 · 1994/95 · 1995/96 · 1996/97 · 1997/98 · 1998/99 · 1999/00 · 2000/01 · 2001/02 · 2002/03 · 2003/04 · 2004/05 · 2005/06 · 2006/07 · 2007/08 · 2008/09 · 2009/10 · 2010/11 · 2011/12 · 2012/13 · 2013/14 · 2014/15 · 2015/16 · 2016/17 · 2017/18 · 2018/19 · 2019/20 · 2020/21 · 2021/22